# A Love to Last
A Love to Last je filipínský televizní seriál vysílaný na stanici ABS-CBN od 9. ledna do 22. září 2017. Hlavní role ztvárnili Bea Alonzo, Ian Veneracion a Iza Calzado.

## Obsazení
| Bea Alonzo     | Andrea „Andeng“ Agoncillo-Noble |
| Ian Veneracion | Antonio „Anton“ Noble IV        |
| Iza Calzado    | Grace Silverio                  |